# 砷锌钙石
砷锌钙石（英語：Austinite）是一種砷酸盐礦物，分子式為CaZnAsO
4(OH)，是砷钙镁石（adelite）－羟钒锌铅石（Descloizite）礦物亞群的成員之一，並和砷钙铜矿（conichalcite）形成銅－鋅固溶體系列，作為該系列中鋅的端元礦物，近似含鎳的砷钴铜钙石（Cobaltaustinite）和镍砷锌钙石（nickelaustinite）。砷锌钙石與「brickerite」曾被認為是不同的礦物，現在則被認為是同樣的。

## 結構
砷锌钙石的分子結構，由共享邊緣的ZnO
6多面體和Ca(O,OH)
8的扭曲多面體通過AsO
4連接成鍊的三維網絡。
「镜像性」指的是一個晶體具有對稱鏡面是指其對稱元素之一，可以通過平移，旋轉或兩者，疊加在對稱元素的鏡像上，镜像性可由晶體點群決定，砷锌钙石的點群有32個，種類為222，最常見的镜像性礦物是石英，其中22個能夠形成镜像性，兩者均具右旋或左旋晶體。

### 產狀
砷锌钙石經常與共生，做為後期形成的次生礦物，也常與、石英、砷鎂鈣石和褐鐵礦共生。標準產地為美國猶他州圖埃勒縣深溪山的Gold Hill礦區。砷锌钙石英文名稱是為了紀念美國加利福尼亞州斯坦福大學的礦物學家Austin Flint Rogers（1877年–1957年）而命名。